# 鎌ケ谷市立第五中学校
鎌ケ谷市立第五中学校（かまがやしりつ だいごちゅうがっこう）は、千葉県鎌ケ谷市にある公立中学校。通称「五中」「鎌五」。
鎌ケ谷市で最後にできた中学校である。

## 沿革
- 1984年：鎌ケ谷市立鎌ケ谷中学校および鎌ケ谷市立第二中学校の一部を分離して開校。
- 1984年：プール完成。
- 1985年：第2期工事完成。
- 1986年：部室棟完成。
- 1992年：テニスコートおよび校庭整備完了。
- 1997年：誠心館完成。

## 所在地
- 千葉県鎌ケ谷市初富806-262

## 教育目標
教育方針
日々喜びと希望をもって生きる生徒の育成　自学・自律
目標像
元気で、明るく、美しい学校

## 部活動

### 運動部
- 陸上部長距離（男・女）
- 陸上部短距離（男・女）
- テニス部（男・女）
- 野球部
- サッカー部
- バスケットボール部（男・女）
- バレーボール部（男・女）
- 卓球部（男・女）
- 剣道部（男・女）

### 文化部
- 吹奏楽部
- ギター部
- 美術部

### 特徴
- 運動部は県大会・関東大会に進んでいる部活が多い。
- 文化部ではギター部が全国大会で最優秀賞、吹奏楽部は東関東大会で金賞を受賞（平成23年度）。
  - また、ギター部は重奏部門でも特別金賞などを受賞している。
  - 吹奏楽部は平成19年度に第7回東日本吹奏楽コンクールで金賞を受賞した

## その他
- 沿革に掲載されている「誠心館」とは、武道館のことである。
- 1年校外学習は鎌倉（2013年の一年生は上野恩賜公園）、2年林間学校は西湖周辺、3年修学旅行は京都および奈良である。
- 校歌は荒井輝雄作詞、神津善行作曲である。
- 文化祭は「木犀祭」といい、PTA・部活動後援会による店や文化部の発表がある（2019年度からは廃止）。
- 千葉ロッテマリーンズの清田育宏[2]、オリックス・バファローズのK-鈴木こと鈴木康平は本校卒業生である。